# پلندری
پلندری (به انگلیسی: Pallandri) یک شهر در پاکستان است که در ناحیه سدهنوتی واقع شده‌است. پلندری ۱٬۳۷۱٫۶۲ متر بالاتر از سطح دریا واقع شده‌است.